# Aravuse järv
Aravuse järv är en sjö vid byn Aravuse i Vinni kommun i landskapet Lääne-Virumaa i nordöstra Estland. Sjön ligger cirka 110 kilometer öster om huvudstaden Tallinn, på en höjd av 77 meter över havet. I omgivningarna runt Aravuse järv växer i huvudsak blandskog.
Trakten ingår i den hemiboreala klimatzonen. Årsmedeltemperaturen i trakten är 2 °C. Den varmaste månaden är juli, då medeltemperaturen är 16 °C, och den kallaste är februari, med −12 °C.